# Autostrada A2dir RC
Die Autostrada A2dir RC (ausgeschrieben: Autostrada A2dir(amazione) R(eggio) C(alabria), auf Deutsch: Autobahn A2 Abzweig Reggio Calabria) ist ein 9,048 km langer Autobahnabzweig, der die Autobahn A2 von Villa S. Giovanni mit Reggio Calabria verbindet und über eine Gabelung auf der Tangente von Reggio Calabria endet.
Dieser Abschnitt wurde auch in den Plan zur Modernisierung der Verkehrsader als Teil des Bauloses 6 aufgenommen, das sich über 10 km von Scilla nach Campo Calabro erstreckt und 2007 vom damaligen Bürgermeister von Reggio Giuseppe Scopelliti entfernt wurde, um Verkehrsbehinderungen zu vermeiden. Seit Sommer 2018 wird ein großer Teil des Abschnitts saniert, dessen ursprünglich für Dezember 2019 geplanter Abschluss der Bauarbeiten auf Juni 2020 verschoben wurde.

Bis zum 13. Juni 2017 war der Abzweig ein wesentlicher Bestandteil der Autobahn A3 Neapel – Reggio Calabria, wurde jedoch am 22. Dezember 2016 in Autostrada A2dir RC umbenannt.